# Tottarps församling
Tottarps församling var en församling i Lunds stift och i Staffanstorps kommun. Församlingen uppgick 2002 i Uppåkra församling.

## Administrativ historik
Församlingen har medeltida ursprung. 
Församlingen utgjorde tidigt ett eget pastorat för att därefter från omkring 1560 till och med 1961 vara annexförsamling i pastoratet Knästorp och Tottarp. Från 1962 till och med 2001 var den annexförsamling i pastoratet Uppåkra, Knästorp, Tottarp, Görslöv, Särslöv och Mölleberga som före 1965 även omfattade Flackarps församling.  Församlingen uppgick 2002 i Uppåkra församling.

## Kyrkor
- Tottarps kyrka